# کاروانسرای شمسی
کاروانسرای شمسی مربوط به دوره قاجار است و در شهرستان صدوق، روستای شمس واقع شده و این اثر در تاریخ ۲۲ شهریور ۱۳۷۸ با شمارهٔ ثبت ۲۴۳۶ به‌عنوان یکی از آثار ملی ایران به ثبت رسیده است.